# Bengal

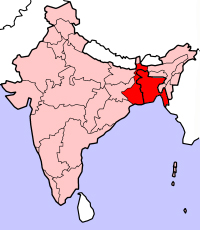
Bengalul

Bengal este o fostă provincie din India Britanică, populată în principal de etnia bengaleză. Bengalul a devenit în secolul al VI-lea o așezare unitară. Primul rege independent este pomenit în jurul anului 606.
În 1947 a fost împărțită pe criterii religioase, partea de est, majoritar musulmană, fiind atribuită nou-înființatului stat Pakistan, iar partea de vest, majoritar hindusă, a devenit unul din statele componente ale Indiei, sub numele de Bengalul de Vest.
Bengalul de Est, care a primit numele de Pakistanul de Est, a devenit independent în 1971 sub numele de Bangladesh.